# 埃里克·贝尔古斯特
埃里克·贝尔古斯特（英語：Eric Bergoust，1969年8月27日—），美国男子自由式滑雪运动员，主攻空中技巧。他曾代表美国参加1994年、1998年、2002年和2006年冬季奥林匹克运动会自由式滑雪比赛，获得一枚金牌。